# 熊谷市立三尻中学校
熊谷市立三尻中学校（くまがやしりつ みしりちゅうがっこう）は、埼玉県熊谷市にある公立中学校。

## 沿革
- 1947年 - 三尻村立三尻中学校として開校
- 1952年 - 開校記念日設定（10月4日）
- 1954年 - 三尻村が熊谷市に編入されたため、熊谷市立三尻中学校と校名変更
- 1964年 - 校歌制定（作詞:田島一宿、作曲:木村公一）
- 1982年 - 築山「ふれあいの森」が完成

## 近隣の施設
- 私立三尻幼稚園
- 三尻公民館
- 熊谷市立三尻小学校
- 太平洋セメント熊谷工場